# 弥市镇
弥市镇，是中华人民共和国湖北省荆州市荆州区下辖的一个乡镇级行政单位。

## 行政区划
全镇辖1个居委会、25个村委会：弥市、刘家桥、谢家垸、姚家铺、两县街、新华桥、苏家铺、里甲口、陈家湾、五灵观、太平桥、双马、沿河、大桥、老场、改口、合兴、新堤、普兴、弥市、龙华、工农、邱市、炮台、观台、天保。镇政府驻弥市村。

弥市镇下辖以下地区：
弥市社区、沿河村、五陵观村、太平桥村、里甲口村、刘家桥村、两县街村、合兴村、新堤村、弥市村、炮台村、老场村、工农村、陈家湾村、新华桥村、观台村、天保村、苏家铺村、姚家铺村、双马村、普兴村、龙华村、邱市村、谢家垸村、改口村、大桥村、里甲口社区、砖瓦厂农业队、棉花原种场、中洲子渔场和漳泊湖渔场。